# Andreas Hoppe

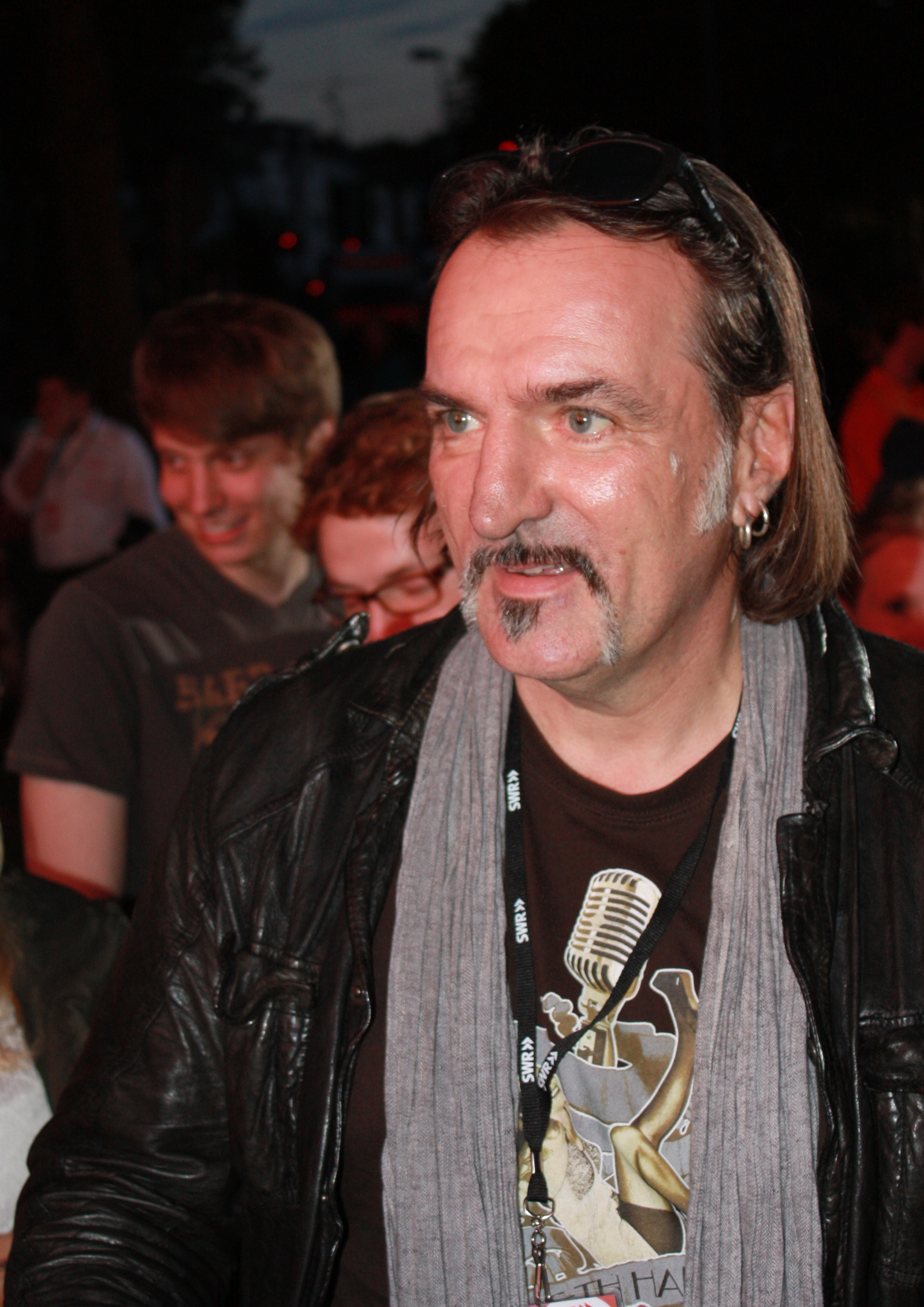
Andreas Hoppe beim SWR Sommerfestival 2013 in Mainz

Andreas Hoppe (* 1. Juni 1960 in West-Berlin) ist ein deutscher Schauspieler.

## Leben
Andreas Hoppe wurde als Sohn eines Betriebsingenieurs und einer Friseurin in West-Berlin geboren und wuchs in Schöneberg und Tempelhof auf. Seine Schauspielausbildung absolvierte er von 1982 bis 1986 an der Hochschule für Musik und Theater Hannover im selben Jahrgang wie Ulrike Folkerts. Es folgte ein dreijähriges Engagement am Theater Bielefeld; anschließend spielte er an verschiedenen Berliner Theatern, darunter von 1992 bis 1995 am Grips-Theater, und in etlichen Kino- und TV-Produktionen. Ulrike Folkerts, die bereits seit 1989 die Ludwigshafener Hauptkommissarin Lena Odenthal in der ARD-Krimireihe Tatort spielte, schlug Hoppe für die Rolle ihres neuen Assistenten vor. Seit 1996, beginnend mit dem Fall Der kalte Tod, ermittelte Andreas Hoppe an ihrer Seite als Kommissar Mario Kopper für den Südwestfunk und später Südwestrundfunk. Anfang 2018 wurde der letzte Tatort mit Hoppe ausgestrahlt. Er ist Mitglied im Bundesverband Schauspiel.
Hoppe lebt in Berlin-Charlottenburg und auf dem Land in Mecklenburg-Vorpommern. Er setzt sich aus ökologischen Gründen für regionale Lebensmittel ein. Zu diesem Thema veröffentlichte er 2009 das Buch Allein unter Gurken und begleitete 2013 für das SWR Fernsehen in der Doku-Serie Der Kommissar im Kühlschrank Verbraucher beim Versuch, sich rein regional zu ernähren.
2014 wurde Andreas Hoppe als Hutträger des Jahres ausgezeichnet.

## Soziales Engagement
Andreas Hoppe unterstützte 2014 die Tierschutzorganisation Vier Pfoten. Gemeinsam setzen sie sich mit der Kampagne Brüll für mehr Menschlichkeit für Tiere für ein Verbot von Wildtieren in deutschen Zirkussen ein. Seit 2013 ist er Botschafter für den Bärenwald Müritz, das Bärenschutzzentrum von Vier Pfoten, außerdem Aktivist für nachhaltige Ernährung und WWF-Kampagnenbotschafter für #iamnature und Pate des Naturvision Filmfestivals in Ludwigsburg.

## Filmografie (Auswahl)
- 1986: Ein Fall für zwei – Todsicherer Tip
- 1990: Lindenstraße
- 1991: Schwarz Rot Gold – Stoff
- 1994: Burning Life (Kino)

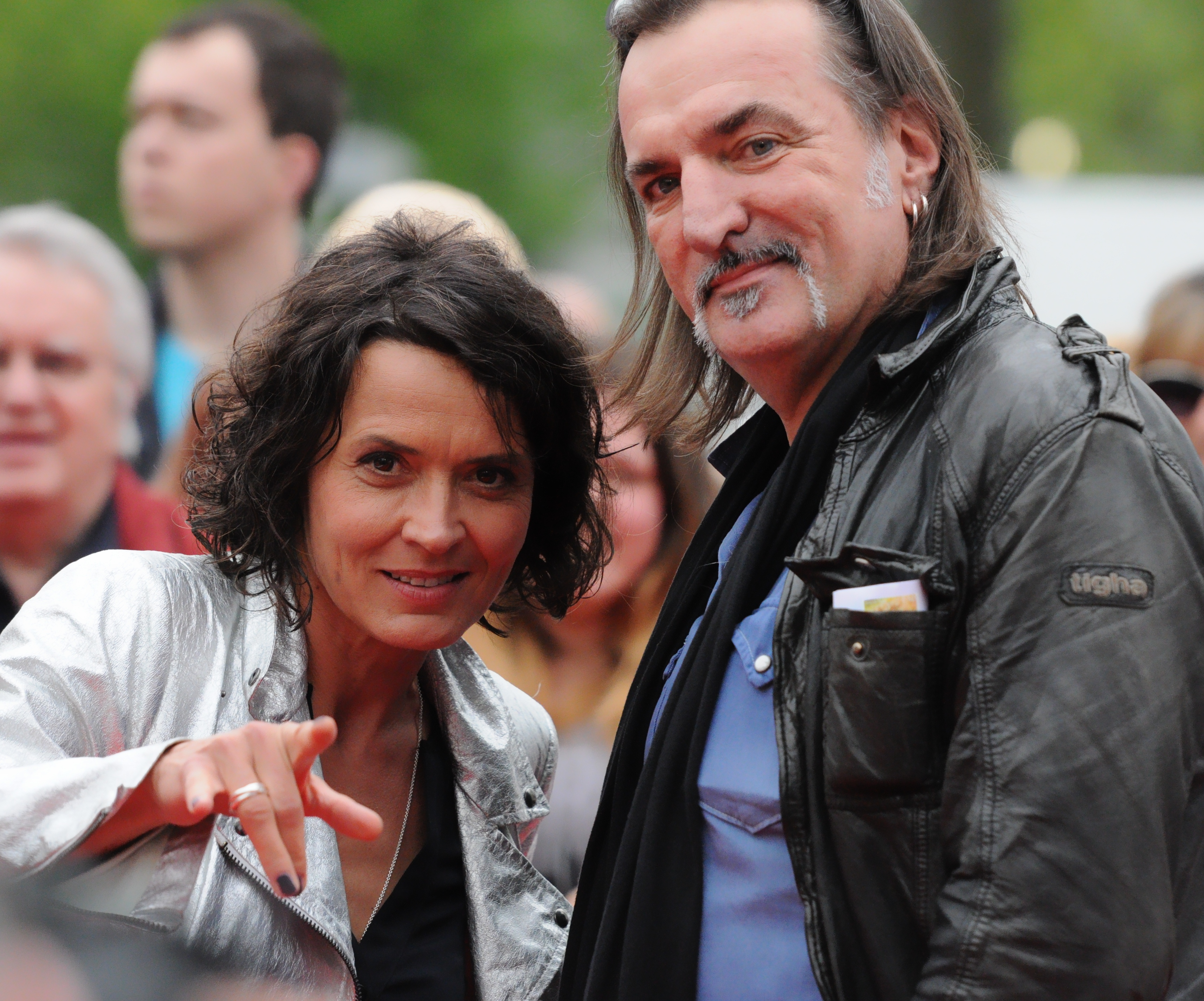
Ulrike Folkerts und Andreas Hoppe bei der Verleihung des Grimme-Preises 2014.

- 1996–2018: Tatort (Fernsehreihe), siehe Odenthal und Kopper
- 1998: Sieben Monde
- 1998: Cascadeur – Die Jagd nach dem Bernsteinzimmer
- 1998: Polizeiruf 110: Live in den Tod
- 1999: Gangster
- 2000: Kanak Attack
- 2000: Alaska.de
- 2001: Das Glück sitzt auf dem Dach
- 2001: Tatort: Im freien Fall (Fernsehreihe)
- 2003: Großstadtrevier: Motorrad-Gottesdienst
- 2004: Der Bulle von Tölz: Süße Versuchung
- 2006: Esperanza
- 2006: Pik & Amadeus – Freunde wider Willen
- 2007: Blöde Mütze!
- 2009: Anatomie der Dämmerung (Kurzfilm)
- 2009: Richterin ohne Robe
- 2009: Die Triffids – Pflanzen des Schreckens (TV-Miniserie)
- 2009: Black Forest
- 2010: SOKO Leipzig – Fragen der Ehre
- 2010: Transit
- 2012: In Your Dreams – Sommer deines Lebens (Fernsehserie)
- 2013: Der Vollgasmann
- 2013: Der Kommissar im Kühlschrank (Doku-Serie)
- 2013: SOKO Köln – Das Mädchen mit dem Flügelpferd
- 2015: Kommissar Marthaler – Engel des Todes (Fernsehfilm)
- 2016: Blockbustaz (Fernsehserie)
- 2017: Lucky Loser – Ein Sommer in der Bredouille
- 2018: SOKO Potsdam – Das Geständnis
- 2018–2019: Der Lehrer (Fernsehserie, 2 Folgen)
- 2018: Endlich Witwer (Fernsehfilm)
- 2019: Frau Holles Garten
- 2020: Bettys Diagnose – Träume
- 2020: Ein Tisch in der Provence: Ärztin wider Willen (Fernsehreihe)
- 2020: Ein Tisch in der Provence: Hoffnung auf Heilung (Fernsehreihe)
- 2020: SOKO München – Das dritte Auge
- 2021: Daheim in den Bergen – Brüder (Fernsehreihe)
- 2021: Ein Tisch in der Provence: Zwei Ärzte im Aufbruch (Fernsehreihe)
- 2021: Ein Tisch in der Provence: Unverhoffte Töchter (Fernsehreihe)
- 2021: Das Quartett – Die Tote vom Balkon
- 2021: Der Zürich-Krimi: Borchert und der eisige Tod (Fernsehreihe)
- 2022: Rosamunde Pilcher: Vier Luftballons und ein Todesfall (Fernsehreihe)
- 2022: Das Traumschiff: Mauritius (Fernsehreihe)
- 2023: Kroymann (Satiresendung, Kroymann und das liebe Geld)

## Schriften
- Andreas Hoppe mit Jacqueline Roussety: Allein unter Gurken – mein abenteuerlicher Versuch, mich regional zu ernähren. Pendo, München/Zürich 2009, ISBN 978-3-86612-234-5.
- Andreas Hoppe: Das Sizilien-Kochbuch: Mit Rezepten & Fotos von Cettina Vicenzino. Südwest-Verlag, 2017, ISBN 978-3-517-09609-4.
- Andreas Hoppe: Die Hoffnung und der Wolf. Wollen wir mit unseren neuen Nachbarn leben? Frederking & Thaler Verlag, 2019, ISBN 978-3-95416-299-4.